# Кордышевка (Казатинский район)
Ко́рдышевка (укр. Кордишівка) — село на Украине, находится в Казатинском районе Винницкой области.
Код КОАТУУ — 0521483403. Население по переписи 2001 года составляет 1304 человека. Почтовый индекс — 22146. Телефонный код — 4342.
Занимает площадь 3,993 км².
В селе действует храм Архистратига Божьего Михаила Казатинского благочиния Винницкой епархии Украинской православной церкви.

## Адрес местного совета
22146, Винницкая область, Казатинский р-н, с.Кордышевка, ул.Ленина, 4

## Известные уроженцы
Фёдор Юрьевич Макивчук (1912–1988) — советский и украинский критик, публицист, сценарист и переводчик, член Союза писателей СССР.